# Imelda (nombre)

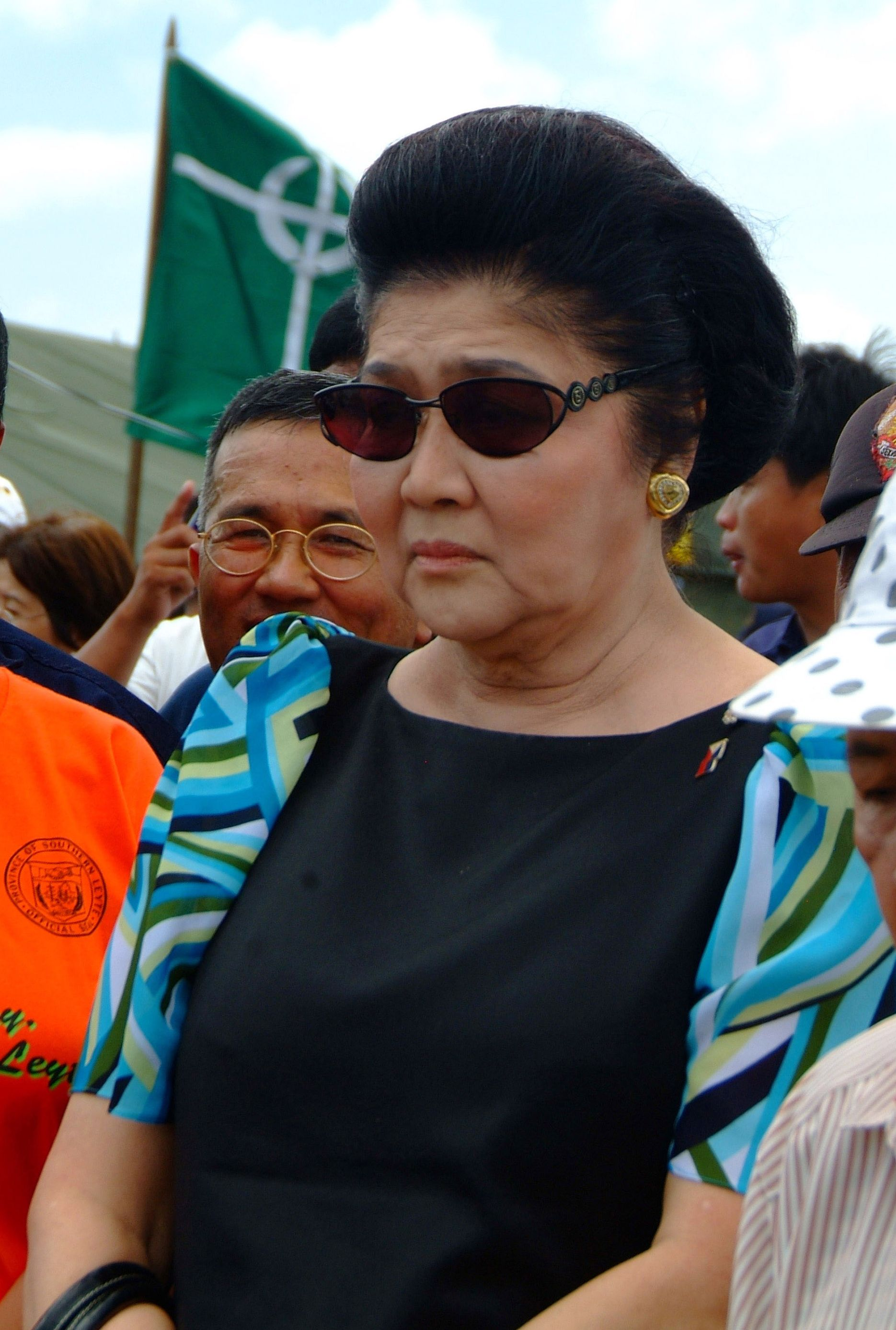
Imelda Marcos

Imelda es un nombre propio de mujer, usado principalmente en italiano y español.

## En otros idiomas
- Italiano: Imelda.[1]
- Alemán: Irmhild o Irmhilde.[1]

## Origen y difusión
Es una adaptación del alemán Irmhild, el cual, a su vez procede del nombre germánico Erminhilt, compuesto de «ermen»: total, universal o grande y «hild»: batalla; con el posible significado de "batalla universal" o "gran batalla". Según otras interpretaciones deriva del término hindl, "cielo", por lo que de esta manera también puede significar "batalla celeste".
Llega a Italia en el siglo VIII con las formas Emihild y Emhild, para luego aparecer como Imilda a partir del 1063.

## Onomástico
Su onomástico se festeja el 12 mayo en memoria de la beata Imelda Lambertini, religiosa boloñesa del siglo XIV, venerada en algunos lugares el 16 septiembre. A otra beata, María Imelda de Jesús Eucaristico, una de las Mártires de Nowogródek, se le venera el 1 de agosto.

## Mujeres destacadas con este nombre

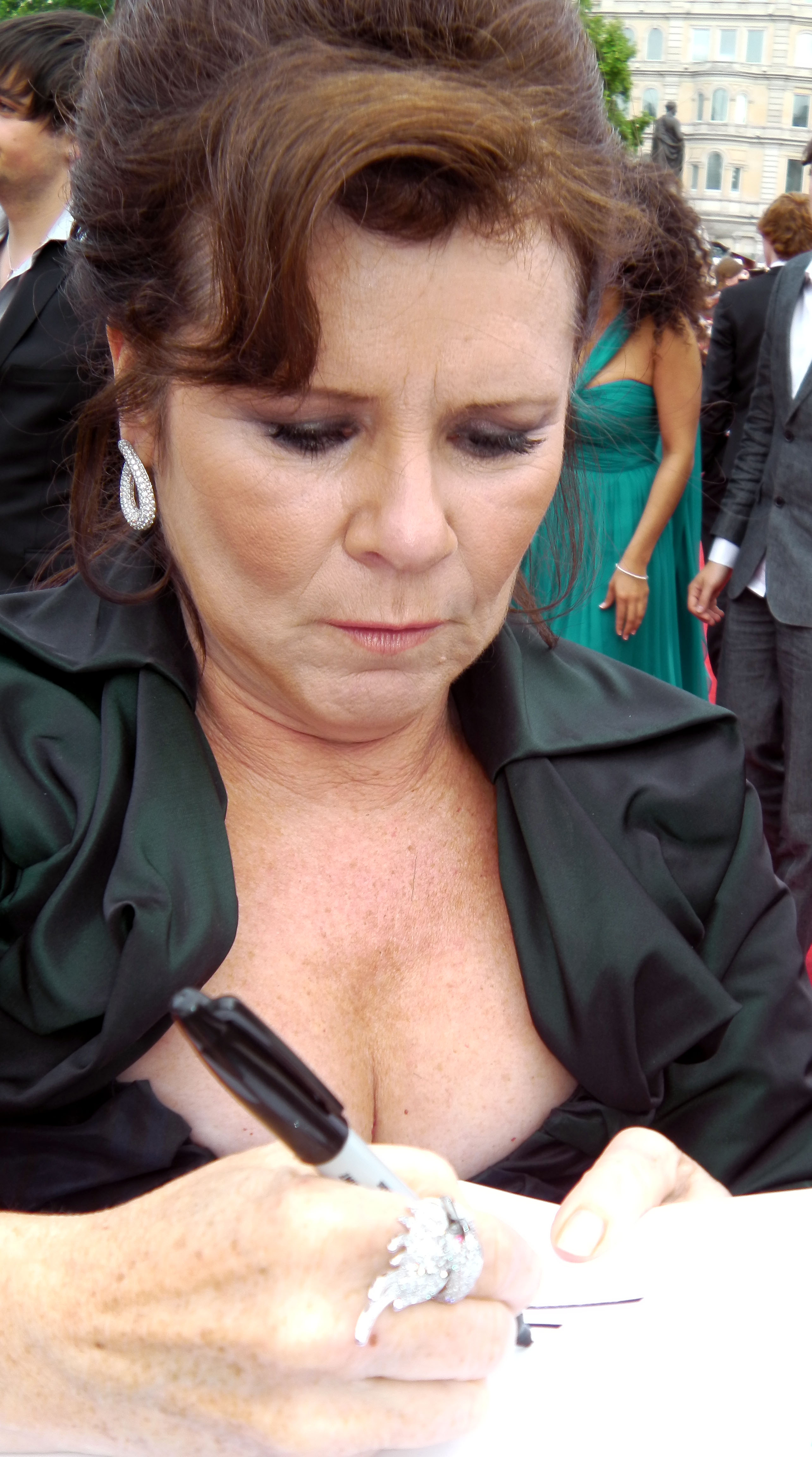
Imelda Staunton

- Imelda Lambertini (c.1322-1933), religiosa italiana.
- Imelda Marcos (1929-), política y primera dama filipina.
- Imelda Coray-Monn (1933-2009), escritora suiza.
- Imelda Miller (1940-), cantante mexicana.
- Imelda Molokomme (1942-), activista botsuana.
- Imelda Daza (1948-), economista y activista colombiano-sueca.
- Imelda Papin (1956-), cantante filipina.
- Imelda Staunton (1956-), actriz británica.
- Imelda May (1974-), cantante y compositora irlandesa.

## El nombre en las artes
- Imelda es un personaje de la obra de Giuseppe Verdi La batalla de Legnano.
- Imelda es un personaje de la obra de Giuseppe Verdi Oberto, Conde de San Bonifacio.
- Imelda es un personaje de la obra de Gaetano Donizetti Parisina d'Este.
- Imelda Lambertazzi es un personaje de la obra de Gaetano Donizetti Imelda de' Lambertazzi.

## Note
1. 1 2 3 4 5  «Irmhild». Behind the Name (en inglés). Consultado el 6 de abril de 2011.
2. ↑  Bertelsmann. Das große Lexikon der Vornamen. München: Verlag Wissen Media. 2008. p. 77. ISBN 978-3-577-07694-4.
3. 1 2 3  Burgio, Alfonso (1992). Dizionario dei nomi propri di persona. Roma: Hermes Edizioni. p. 214. ISBN 88-7938-013-3.
4. 1 2  «Blessed Imelda Lambertini». CatholicSaints.info (en inglés). Consultado el 9 de enero de 2012.
5. 1 2  «Imelda». Santi, beati e testimoni. Consultado el 6 de abril de 2011.

- Datos: Q1096615
- Multimedia: Imelda (given name) / Q1096615